# Washington Brandão
Washington Brandão dos Santos (sinh ngày 18 tháng 8 năm 1990) là một cầu thủ bóng đá chuyên nghiệp người Brasil hiện đang chơi ở vị trí tiền đạo cho Hoàng Anh Gia Lai.

## Sự nghiệp
Năm 2021, anh thi đấu cho Hoàng Anh Gia Lai và đã có 2 bàn thắng và 4 kiến tạo.
Năm 2023, anh đang thi đấu cho Hoàng Anh Gia Lai và đang có 1 bàn và 1 kiến tạo